# Bloc no Partidista de Col·laboració amb el Govern

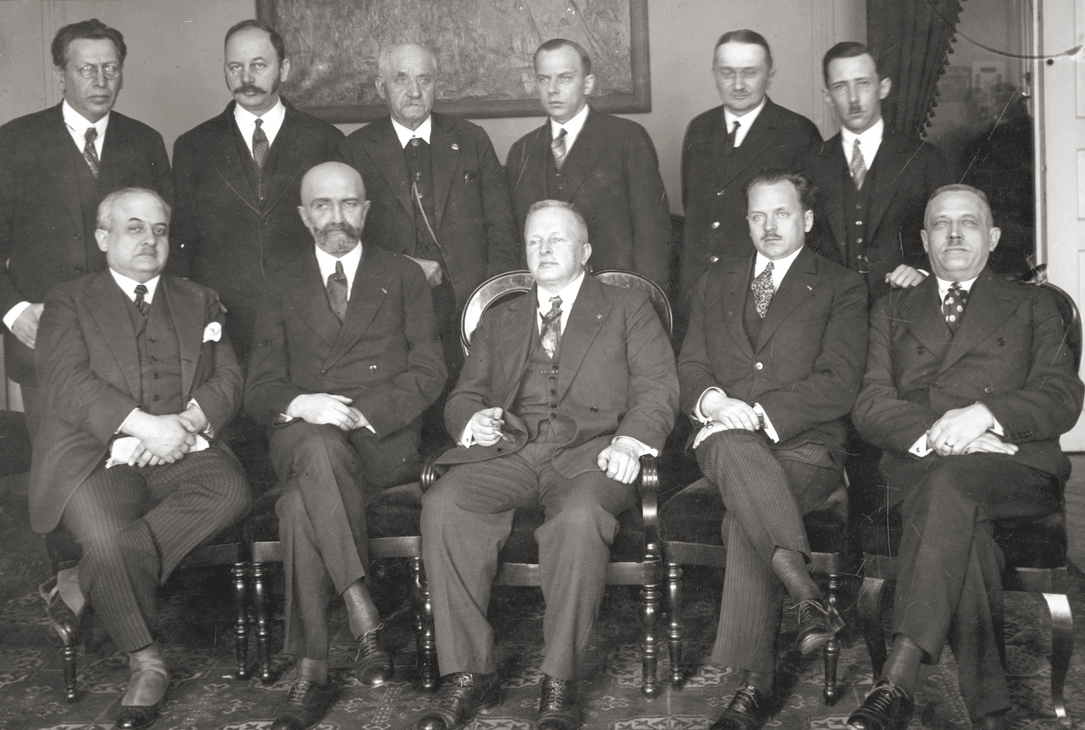
Els dirigents del Bloc: Julian Szymański, Hipolit Gliwic, Walery Sławek, Julian Szymański, Marian Zyndram-Kościałkowski, Walery Roman; Henryk Loewenherz, Karol Polakiewicz, Jakub Bojko, Zdzisław Stroński, Zdzisław Lechnicki i Adam Piasecki.

Bloc no Partidista de Col·laboració amb el Govern (polonès Bezpartyjny Blok Współpracy z Rządem, BBWR) fou una organització política polonesa fundada el 1928 per Walery Sławek, i que aplegava polítics provinents d'altres partits i de les minories nacionals amb la idea de donar suport Józef Piłsudski i al seu moviment Sanacja. Mitjançant la manipulació del vot es va imposar a les eleccions parlamentàries poloneses de 1930 i de 1935, en les quals es va imposar. El 1937 es va dissoldre i es transformà en Camp d'Unitat Nacional.
El 1993 el dirigent Lech Wałęsa va crear el Bloc de Suport a les Reformes, inspirat en aquesta formació política.

## Resultats electorals

### Sejm
| Any  | Vots      | %     | Escons    | +/- |
| ---- | --------- | ----- | --------- | --- |
| 1928 | 2,399,438 | 21.03 | 125 / 444 | Nou |
| 1930 | 5,292,725 | 46.70 | 249 / 444 | 124 |
| 1935 | 6,118,695 | 86.61 | 181 / 206 | 68  |